# Castelão
Le castelão est un cépage noir, originaire du sud du Portugal.

## Origine
Principalement cultivé dans les régions côtières du sud, où sa vigne qui poussait originellement dans le sable, il s'est adapté aux autres régions et à d'autres types de sols. 

## Type de vin
Ce cépage produit un vin qui peut être très tannique dans sa jeunesse, mais ces tanins s'arrondissent avec l'âge. Dans l'Algarve, il est souvent assemblé avec le Negra mole pour produire un vin avec moins de potentiel de vieillissement, mais aussi avec des tanins moins agressifs dans sa jeunesse. Il est parfois utilisé dans l'assemblage du porto.

## Synonyme
Il également connu sous le nom de Periquita  et de João de Santarém.